# Materialeinzelkosten
Materialeinzelkosten sind in der Betriebswirtschaftslehre eine Kostenart, die durch den Einsatz von Fertigungsmaterial in der Produktion verursacht wird und einem Kostenträger direkt zugerechnet werden kann. Pendant sind die Materialgemeinkosten.

## Allgemeines
Zum Fertigungsmaterial gehören sämtliche Werkstoffe (Roh-, Hilfs- und Betriebsstoffe) sowie Vorleistungsgüter (Bauteile, Halbfabrikate, Zwischenprodukte), die im Produktionsprozess zum Einsatz kommen. Kostenträger sind die hergestellten Produkte oder Dienstleistungen. Fertigungsmaterial ist zusammenfassend jenes Material, das direkt in das herzustellende Produkt eingeht und zu dessen Hauptbestandteil wird, unabhängig davon, ob es im Produkt noch sichtbar ist oder durch den Verarbeitungsprozess untergegangen ist. Die Materialkosten setzen sich deshalb aus Materialeinzelkosten (Einzelkosten) und Materialgemeinkosten (Gemeinkosten) zusammen.

## Arten
Unterschieden wird generell zwischen Einzelmaterial (Materialeinzelkosten) und Gemeinkostenmaterial (Materialgemeinkosten):
- Einzelmaterial (Materialeinzelkosten) kann einem Kostenträger direkt als Einzelkosten zugerechnet werden, weil es Bestandteil eines bestimmten Produktes wird. Im Regelfall gehören hierzu die Grundstoffe (etwa Bleche, Holz, Schrauben).[4]
- Gemeinkostenmaterial (Materialgemeinkosten) kann dem Kostenträger als Gemeinkosten nur über einen Verteilungsschlüssel zugerechnet werden, weil es Bestandteil vieler Produkte wird. Im Regelfall gehören hierzu die Betriebsstoffe (etwa elektrischer Strom) und Hilfsstoffe (Farben, Lacke, Leim).[5]

Das Kostenzurechnungsprinzip kann bei Einzelmaterial vollständig erfüllt werden, bei Gemeinkostenmaterial nur sehr bedingt, weil die Verteilungsschlüssel lediglich annähernd die Wirklichkeit berücksichtigen.

## Bilanzierung
Für die Bilanz besteht in Deutschland Aktivierungspflicht gemäß § 255 HGB.

## Wirtschaftliche Aspekte
Die Sondereinzelkosten der Fertigung enthalten neben Personalkosten (Fertigungslohn) auch Materialkosten. Zu den Sondereinzelkosten der Fertigung gehören Kosten für Spezialwerkzeuge, Konstruktionspläne, Modelle/Schablonen, Patente und Lizenzen oder Analysen/Proben eines Fertigungsschritts.